# Argyrotheca barrettiana
Argyrotheca barrettiana är en armfotingsart som först beskrevs av Davidson 1866.  Argyrotheca barrettiana ingår i släktet Argyrotheca och familjen Megathyrididae. Inga underarter finns listade i Catalogue of Life.